# Musculi intertransversarii
De musculi intertransversarii of tussendwarsuitsteekselspieren zijn spieren die de dwarsuitsteeksels (processus transversi) van opeenvolgende wervels van de wervelkolom met elkaar verbinden. De musculi intertransversarii buigen de wervelkolom zijwaarts. Deze spieren worden geïnnerveerd door de rami ventrales et dorsales van de ruggenmergzenuwen.